# Aresia ydatodes
Aresia ydatodes är en fjärilsart som beskrevs av Dyar 1913. Aresia ydatodes ingår i släktet Aresia och familjen björnspinnare. Inga underarter finns listade i Catalogue of Life.